# Franziska von Brasilien

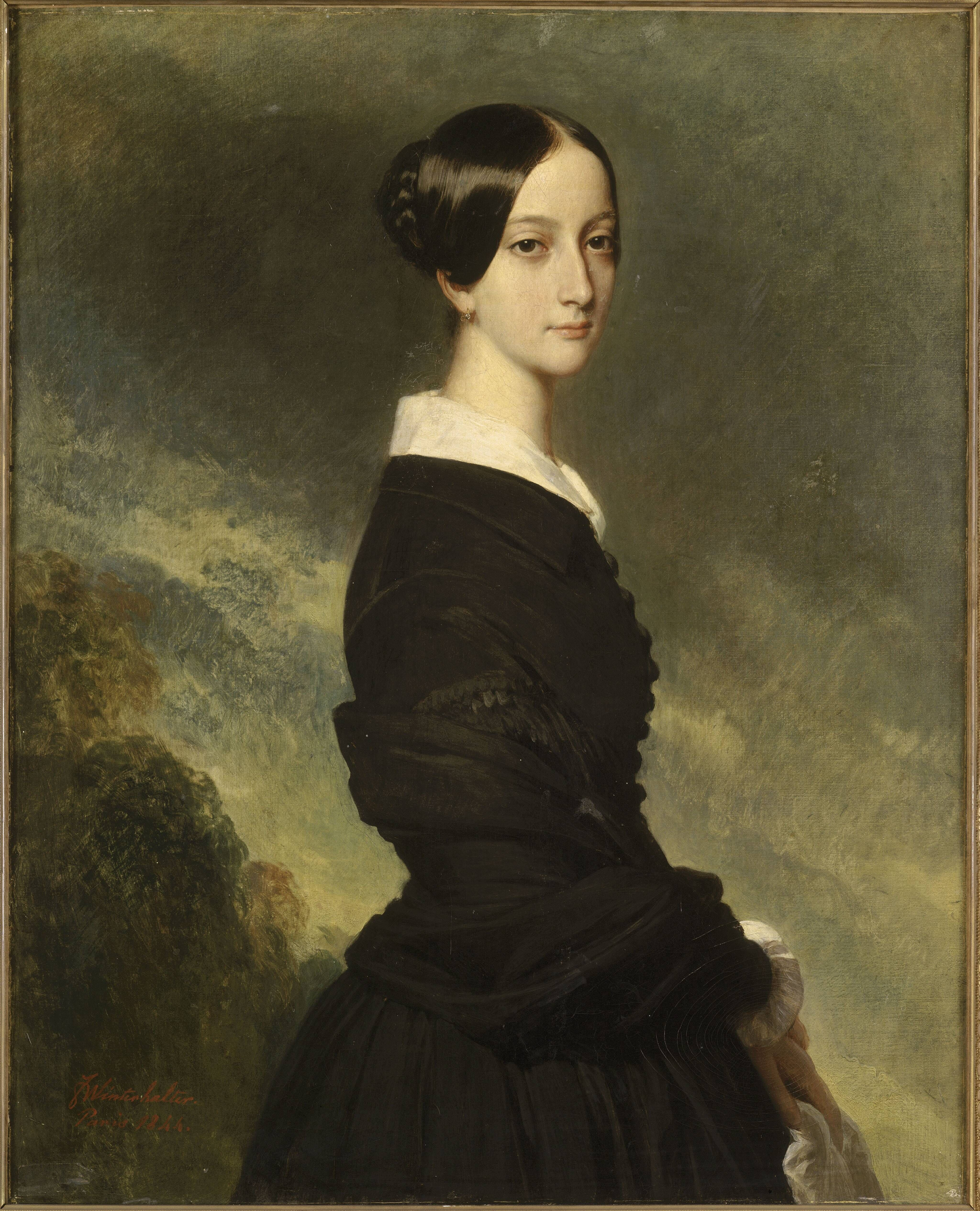
Prinzessin Franziska von Brasilien

Franziska von Brasilien, Taufname: Dona Francisca Carolina Joana Leopoldina Romana Xavier de Paula Micaela Rafaela Gabriela Gonzaga de Bragança e Áustria, (* 2. August 1824 in Rio de Janeiro; † 27. März 1898 in Paris) war eine Prinzessin von Brasilien und Infantin von Portugal.

## Leben
Franziska wurde als Tochter des ersten Kaisers von Brasilien und späteren Königs von Portugal Peter I./IV. und der Erzherzogin Maria Leopoldine von Österreich geboren.
Sie vermählte sich am 1. Mai 1843 in Rio de Janeiro mit dem französischen Prinzen François d’Orléans, prince de Joinville, einem Sohn des Königs Ludwig Philipp I. und seiner Frau Maria Amalia von Neapel-Sizilien. Prinzessin Franziska starb mit 73 Jahren in Paris.
Die im Jahr 1851 im brasilianischen Bundesstaat Santa Catarina gegründete Stadt Dona Francisca wurde nach ihr benannt. Schon im Jahr darauf wurde die Stadt in Joinville umbenannt, zu Ehren ihres Mannes.

## Nachkommen
- Françoise d’Orléans, Prinzessin von Frankreich (* 1844; † 1925)
- Pierre d’Orléans, duc de Penthièvre (* 1845; † 1919)
- Sohn (*/† 1849)[2]